# 기후 대학
기후 대학(일본어: 岐阜大学, Gifu University)은 일본의 국립 대학이다. 대학 본부는 기후현 기후시에 있다.

## 연혁
기후 대학은 1949년에 기후 사범학교(岐阜師範學校), 기후 청년 사범학교(岐阜靑年師範學校), 기후 농림 전문학교(岐阜農林專門學校)를 통합해 설립되었다.
- 1949년 기후 대학 발족 (학예학부, 농학부).
- 1952년 기후 현립 대학(岐阜縣立大學) 공학부를 통합. 공학부를 설치.
- 1964년 기후 현립 의과대학(岐阜縣立醫科大學)을 통합. 의학부를 설치.
- 1966년 학예학부를 교육학부로 개명.
- 1981년 공학부가 현 야나기도(柳戶) 캠퍼스로 이전.
- 1982년 농학부가 현 야나기도 캠퍼스로 이전.
- 1983년 교육학부가 현 야나기도 캠퍼스로 이전.
- 1996년 지역과학부를 설치.
- 2004년 의학부가 현 야나기도 캠퍼스로 이전. 농학부를 응용생물과학부로 개명.

이하, 통합된 구 학교들의 연혁이다.

### 기후 사범학교
- 1873년 기후현이 오가키에 사범 연습학교(師範硏習學校)를 설치.
- 1875년 기후 현 사범학교(岐阜縣師範學校)로 개칭.
- 1877년 현 기후시로 이전.
- 1880년 기후 현 화양학교(岐阜縣華陽學校)로 개칭.
- 1886년 기후 현 심상 사범학교(岐阜縣尋常師範學校)로 개칭.
- 1898년 기후 현 사범학교로 개칭.
- 1911년 남자 사범학교와 여자 사범학교를 분리.
- 1943년 남자 사범학교를 여자 사범학교와 통합. 관립(국립) 기후 사범학교로 승격.
- 1949년 기후 대학 학예학부가 됨.

### 기후 청년 사범학교
- 1922년 기후 현 실업보습학교 교원 양성소(岐阜縣實業補習學校敎員養成所) 설립.
- 1929년 기후 현 실업학교 교원 양성소로 개칭.
- 1935년 기후 현 청년학교 교원 양성소(岐阜縣靑年學校敎員養成所)로 개칭.
- 1944년 관립 기후 청년 사범학교로 승격.
- 1949년 기후 대학 학예학부가 됨.

### 기후 농림 전문학교
- 1923년 현 가카미가하라시에 기후 고등 농림학교(岐阜高等農林學校) 설립.
학과: 농학과, 임학과, 농예화학과.
- 1940년 수의학과를 설치.
- 1944년 기후 농림 전문학교로 개칭.
학과: 농과, 임학과, 농예화학과, 수의축산과, 농업토목과.
- 1949년 기후 대학 농학부가 됨.

### 기후 현립 대학/기후 현립 의과대학
- 1875년 기후 현 공립 병원(岐阜縣公立病院) 개설 (1886년 기후 현 병원으로 개칭).
- 1942년 기후 현립 고등 공업학교(岐阜縣立高等工業學校) 개설.
  - 1945년 기후 현립 공업 전문학교(岐阜縣立工業專門學校)로 개칭.
  - 1947년 기후 공업 전문학교로 개칭.
- 1943년 기후 현립 여자 의학 전문학교(岐阜縣立女子醫學專門學校) 설치. 기후 현 병원이 부속 병원이 됨.
  - 1947년 기후 현립 의과대학으로 승격. 예과를 설치.
- 1949년 기후 공업 전문학교, 기후 현립 의과대학을 포합해 기후 의공과대학(岐阜醫工科大學) 설치.
- 1950년 기후 현립 대학으로 개칭.
- 1952년 공학부가 기후 대학 공학부가 됨.
- 1954년 기후 현립 대학을 기후 현립 의과대학으로 개칭.
- 1964년 기후 대학 의학부가 됨.

## 캠퍼스

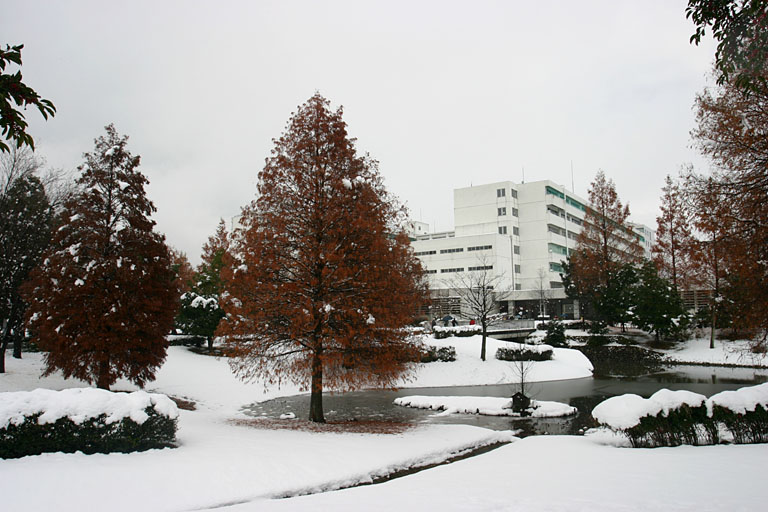
공학부

- 야나기도(柳戶) 캠퍼스: 대학 본부 캠퍼스.
- 기후현 기후시 야나기도(柳戶) 1-1.

## 조직

### 학부
- 교육학부
  - 학교교육 교원양성 과정
  - 특별지원학교(양호학교) 교원양성 과정
  - 생애(평생)교육 과정
- 지역과학부
  - 지역정책학과
  - 지역문화학과
- 의학부
  - 의학과 (6년제)
  - 간호학과
- 공학부
  - 사회기반공학과
  - 기계 시스템 공학과
  - 전기전자공학과
  - 생명공학과
  - 응용정보학과
  - 기능재료공학과
  - 인간 정보 시스템 공학과
  - 수리(數理) 디자인 공학과
- 응용생물과학부
  - 식품생명과학 과정
  - 생산환경과학 과정
  - 수의학 과정 (6년제)

### 대학원
- 교육학 연구과 (석사 과정/교직대학원 과정)
- 지역과학 연구과 (석사 과정)
- 의학계 연구과 (석사/박사 과정)
- 공학 연구과 (석사/박사 과정)
- 응용생물과학 연구과 (석사 과정)
- 연합 농학 연구과 (박사 과정. 본부: 기후 대학)
- 연합 수의학 연구과 (박사 과정. 본부: 기후 대학)
- 연합 창약(創藥) 의료정보 연구과 (박사 과정. 본부: 기후 대학)

### 부속 기관
- 도서관
- 의학부 부속 병원
- 응용생물과학부 부속 동물병원